# 小山恵生
小山恵生（こやま よしお、1975年11月13日 - ）は、日本の元ラグビー選手。

## プロフィール
- 新潟県出身。
- ポジションはプロップ(PR)。
- ニックネームは『ヨシ』『ホット君』

## 略歴
北越高等学校、仙台大学、カンタベリーユニバーシティクラブを経て、神戸製鋼コベルコスティーラーズに加入
2002年、本場ニュージーランドで経験を積んだ異色ルーキーとして期待されたが、練習中に首の大怪我にみまわれ、翌年現役を引退。
2004年、引退後はチームのテクニカルスタッフに就任。2011年までチームに在籍した。
仙台大学ではナンバー8、ロックとしてチームを牽引し、地区対抗大学選手権で2年生の時にベスト4。最終学年の4年時は1回戦で徳山大学に敗れ学生生活を終えた。卒業後は、仙台市スポーツ振興事業団の体育指導員として2年間働いたが、レベルの高いところでプレーしてみたいという思いから、2000年4月、単身ニュージーランド、クライストチャーチへ。カンタベリーユニバーシティクラブに所属し、プロップに抜擢される。ナンバー8としてはややサイズが小さかったこともあるが、ガッチリした上半身と丸太のような太ももはプロップとして十分通用するとコーチ陣がコンバートを命じた。それが当たり、小山を投入するとスクラムが安定するどころかグイグイと前進した。さらにフロントローがボールを持つチャンスの多いNZのラグビースタイルがマッチした。ラックサイドからボールを持ってさらに突進することを得意とし、それがコーチ陣に評価された。翌、2001年5月のカンタベリーユニバーシティクラブの日本遠征メンバーに選ばれ、逆輸入選手として「里帰り」を経験した。